# Petra Diamonds
Pour les articles homonymes, voir Petra.
Petra Diamonds Ltd est une entreprise minière opérant dans l'extraction des diamants. Son siège social est à Jersey. Elle exploite huit mines de diamants situées en Afrique du Sud et en Tanzanie, et mène un programme de prospection minière au Botswana. En 2012, Petra Diamonds exploite cinq des mines les plus productives de l'histoire, dont la fameuse Mine Premier, rebaptisée en 2003 Mine du diamant Cullinan.
L'entreprise est cotée à la Bourse de Londres, et fait partie de l'indice FTSE 250.

## Principaux actionnaires
Au 1er avril 2020.
| Standard Life Investments        | 14,6% |
| M&G Investment Management        | 10,2% |
| Cobas Asset Management           | 5,01% |
| T. Rowe Price Associates -IM-    | 4,96% |
| Lazard Asset Management          | 4,92% |
| Van Eck Associates               | 4,13% |
| Hargreaves Lansdown Stockbrokers | 3,00% |
| Wellington Management            | 2,79% |
| Credi-Invest                     | 2,58% |
| The Vanguard Group               | 2,39% |